# کیش‌یاکاب‌فالوا
کیش‌یاکاب‌فالوا (به مجاری:  Kisjakabfalva) یک شهرداری در مجارستان است که در ناحیه شیکلوش واقع شده‌است. کیش‌یاکاب‌فالوا ۶٫۶۲ کیلومتر مربع مساحت و ۱۵۷ نفر جمعیت دارد.